# San Vicente de Castillón
Castillón (llamada oficialmente San Vicente de Castillón) es una parroquia española del municipio de Pantón, en la provincia de Lugo, Galicia.

## Organización territorial
La parroquia está formada por veintitrés entidades de población, constando diecisiete de ellas en el nomenclátor del Instituto Nacional de Estadística español:

### Entidades de población
Entidades de población que forman parte de la parroquia:
- A Cegoñeira
- Airoá (A Airoá)
- Bargo (O Vargo)
- Casanova (A Casanova)
- Castrotañe
- Costa (A Costa)
- Galegos
- Hermida (A Ermida)
- Mato (O Mato)
- Outeiriño (O Outeiriño)
- Pacio
- Pereiro
- Piñeiro
- Reguengo (O Reguengo)
- Remesar
- San Lourenzo
- San Vicente
- Serpentiña (A Serpentiña)
- Vila (A Vila)
- Viñas
- Virís
- Xesteira (A Xesteira)

### Despoblado
Despoblado que forma parte de la parroquia:
- Cobreiro

## Demografía
| Gráfica de evolución demográfica de Castillón entre 2000 y 2020 |
|                                                                 |
| Datos según el nomenclátor publicado por el INE.                |